# Pleurogrammus

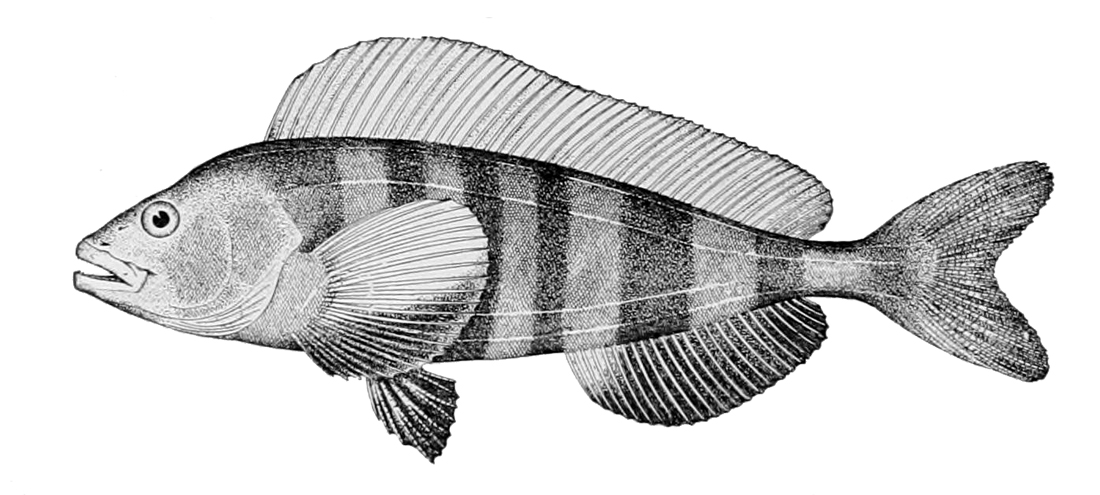
Pleurogrammus monopterygius

Pleurogrammus ist eine Fischgattung aus der Ordnung der Barschartigen (Perciformes). Die beiden Arten der Gattung leben im nördlichen Pazifik von der Pazifikküste Sibiriens und dem Ochotskischen Meer über Japan, die Kurilen, die Beringsee und die Aleuten bis nach Alaska und kommen selten auch bis zum südlichen Kalifornien vor.

## Merkmale
Pleurogrammus-Arten sind langgestreckte Fische. Sie können eine Länge von 56 bis 62 cm erreichen. Die Oberseite des Kopfes ist von starken knöchernen Kämmen geprägt. Der Kopf ist teilweise beschuppt. Der vordere hartstrahlige Teil der durchgehenden Rückenflosse ist nicht durch eine Einbuchtung vom hinteren weichstrahligen Teil getrennt. Die Afterflosse ist ohne Stachelstrahlen, die Schwanzflosse ist gegabelt. Die Anzahl der Wirbel liegt bei 59 bis 62. Die Fische haben fünf Seitenlinien. Pleurogrammus-Arten sind grünlichgrau gefärbt und gebändert.
Flossenformel: Dorsale XXI–XXIV/24–30, Anale 23–32.

## Lebensweise
Pleurogrammus-Arten leben pelagisch oder bentisch von der Gezeitenzone bis in Tiefen von 500 Metern. Im Unterschied zu anderen Hexagrammidae-Arten sind sie nicht territorial, sondern schwarmbildend.

## Arten
- Pleurogrammus azonus (Jordan & Metz, 1913)
- Atka-Grünling (Pleurogrammus monopterygius (Pallas, 1810))